# معتمدية المحرس
معتمدية المحرس ومركزها مدينة المحرس هي إحدى معتمديات الجمهورية التونسية، تابعة لولاية صفاقس. تبلغ مساحتها 436 كلم مربع. وتضم هذه المعتمدية 6 عمادات. حسب إحصاء سنة 2004 بلغ عدد سكانها 30676 ساكن وعدد مساكنها 9014 مسكنا.

## جغرافيا
يحدها شرقا البحر الأبيض المتوسط وشمالا وغربا معتمدية عقارب وجنوبا معتمدية الغريبة.
يقع أقصى شمال معتمدية المحرس على مسافة 16 كلم من مدينة صفاقس. وتعبر الطريق الرئيسية رقم 1 معتمدية المحرس من شمالها إلى جنوبها عبر مدينة المحرس الواقعة في مستوى النقطة الكيلومترية رقم 303 وهي المسافة التي تفصل هذه المدينة عن العاصمة تونس عبر هذه الطريق بينما تقع مدينة المحرس على مسافة 30 كلم من مدينة صفاقس وعلى مسافة 20 كلم من طينة وهي الضاحية الجنوبية لصفاقس.
ويميز المحرس موقعها الاستراتيجي الذي وضعها منذ التاريخ القديم على أهم الطرق ومنها الطريق الرومانية الرابطة بين قرطاج والإسكندرية والطريق الرئيسية رقم 1 المنجزة زمن الانتداب الفرنسي الممتدة من مدينة تونس إلى الحدود التونسية الليبية والتي وقعت توسعتها بعد الاستقلال، كما تقع على مسار الطريق السريعة المغاربية التي من المزمع أن تربط بين نواقشط وطرابلس مرورا بالرباط والجزائر العاصمة وتونس العاصمة وهي بصدد الإنجاز حاليا.
تشتهر باحتضان مهرجان المحرس الدولي للفنون الذي يقام سنويا.

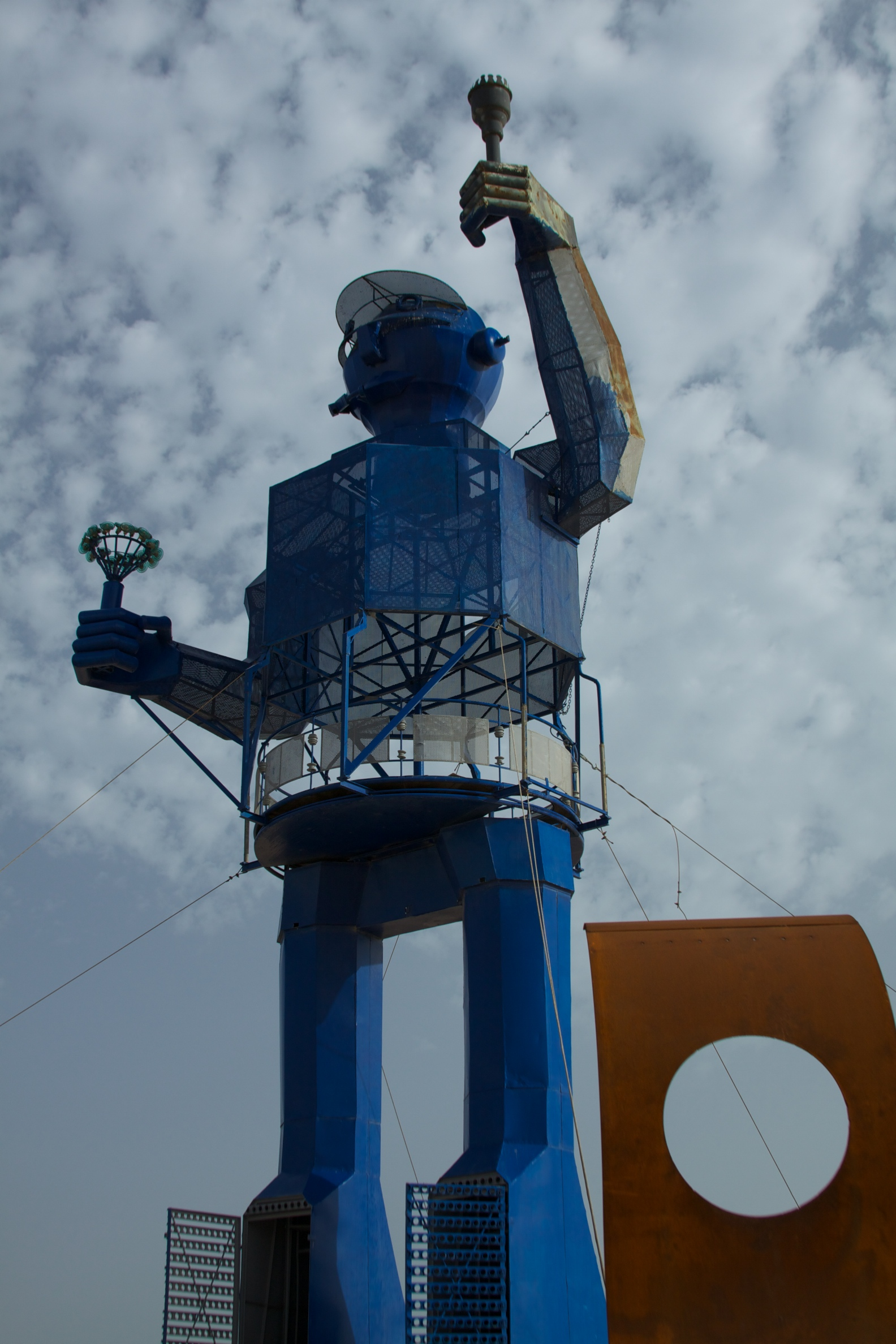
تمثال كغيره من التماثيل على الشريط الساحلي لمدينة المحرس

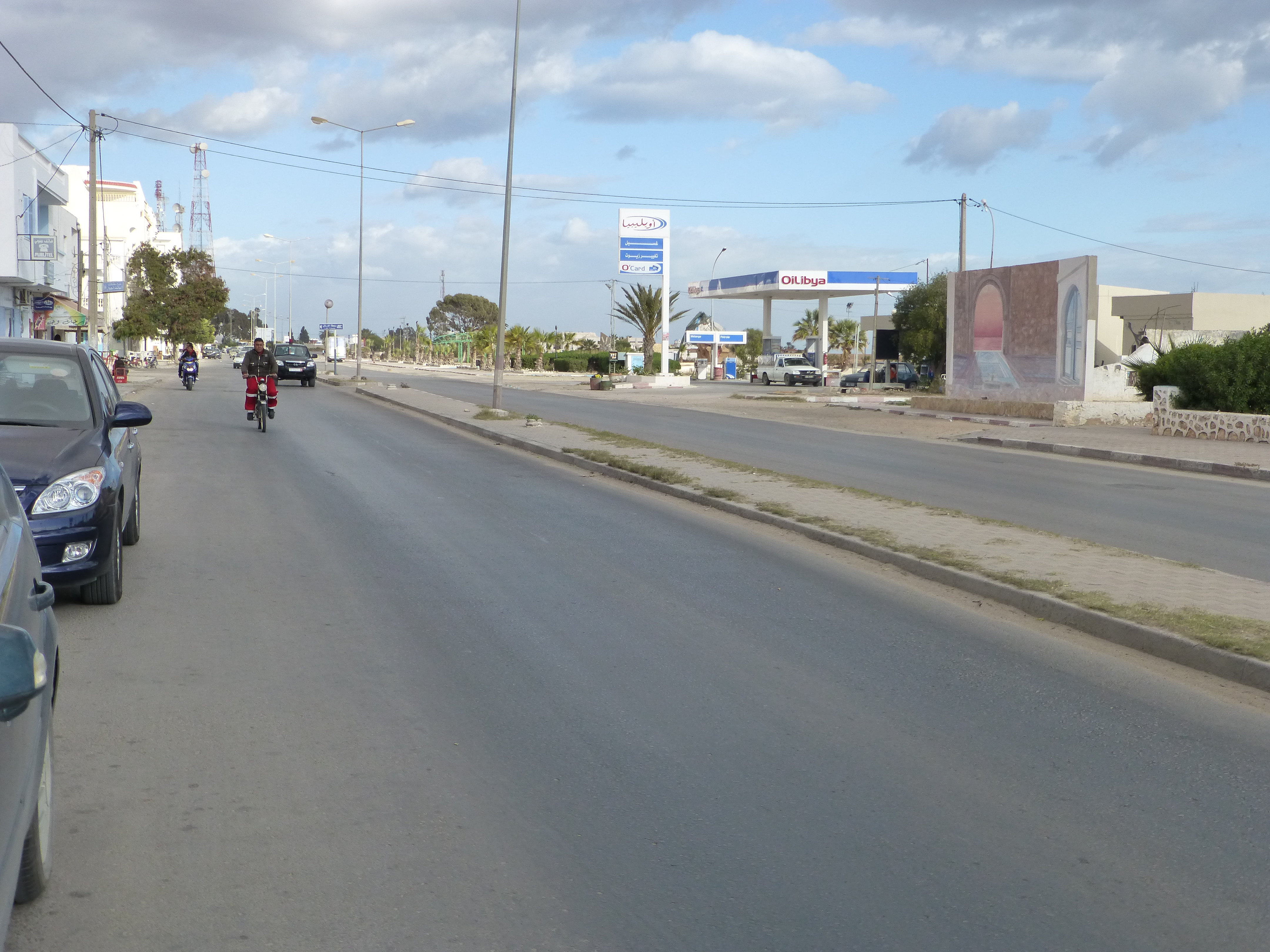
الشارع الرئيسي بمدينة المحرس

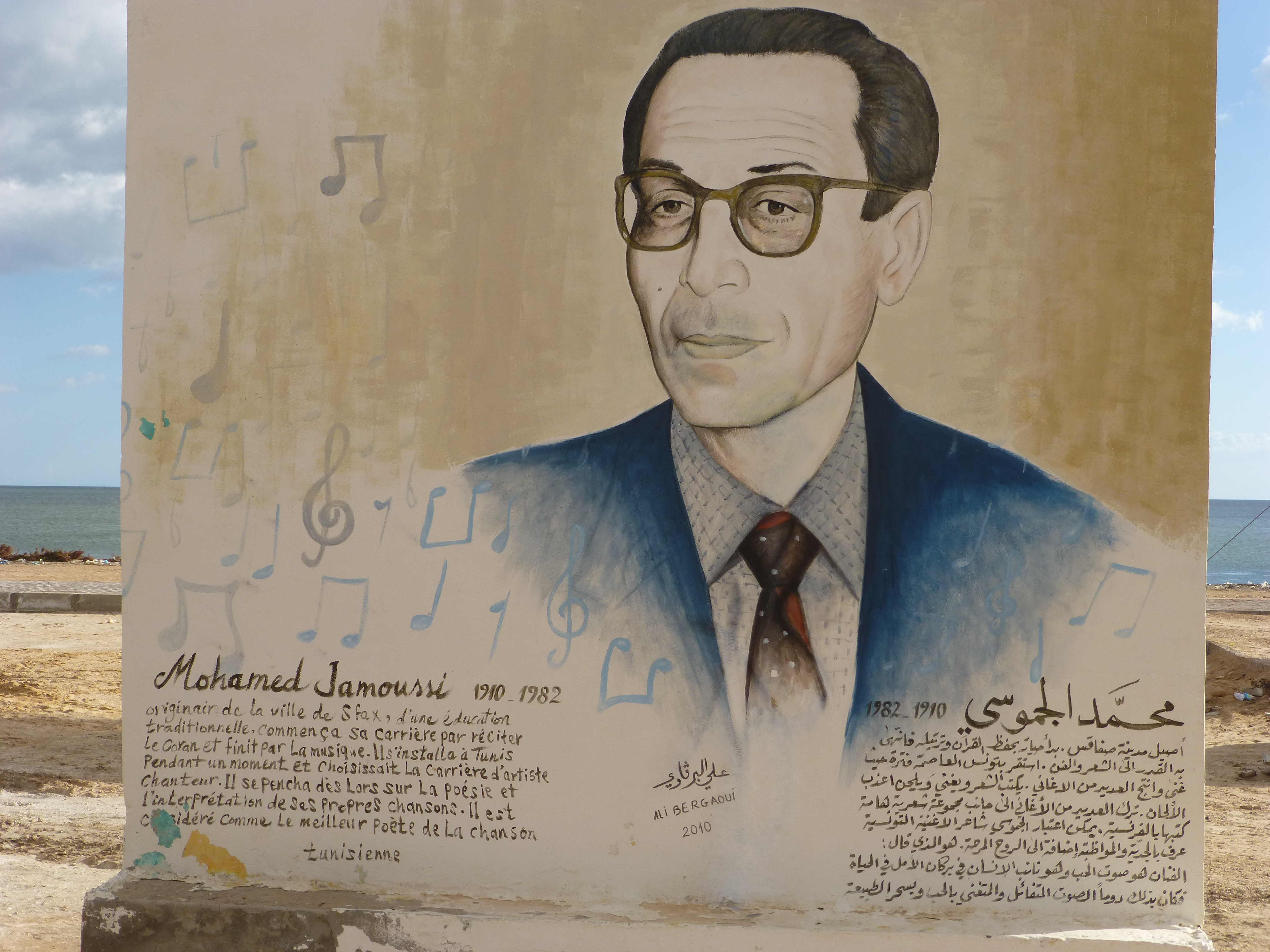
لوحة تذكارية للفنان محمد الجموسي

### مواضيع ذات علاقة
- ولاية صفاقس.